# Commodore PC

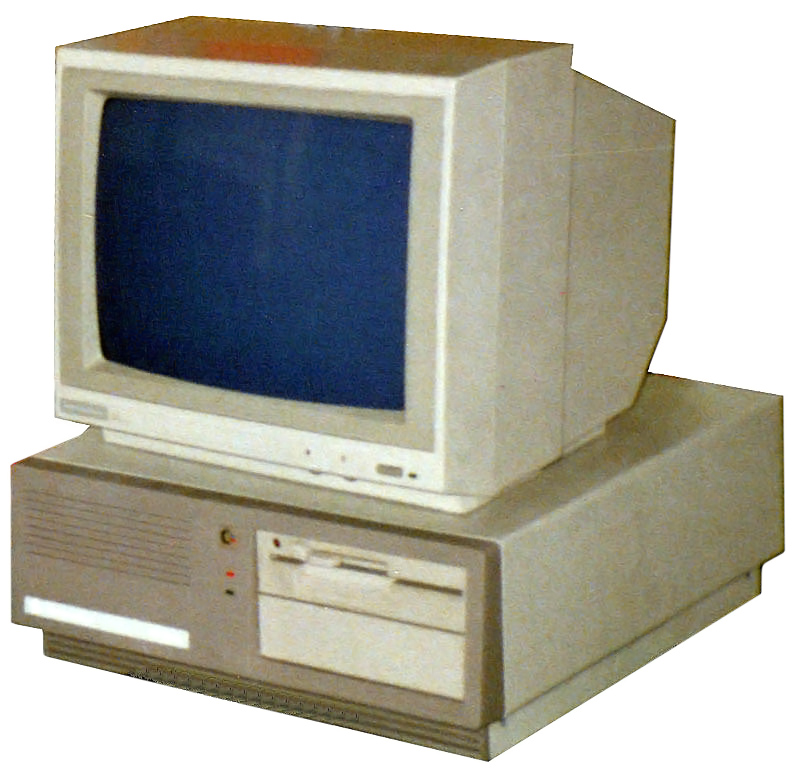
Un Commodore PC 20

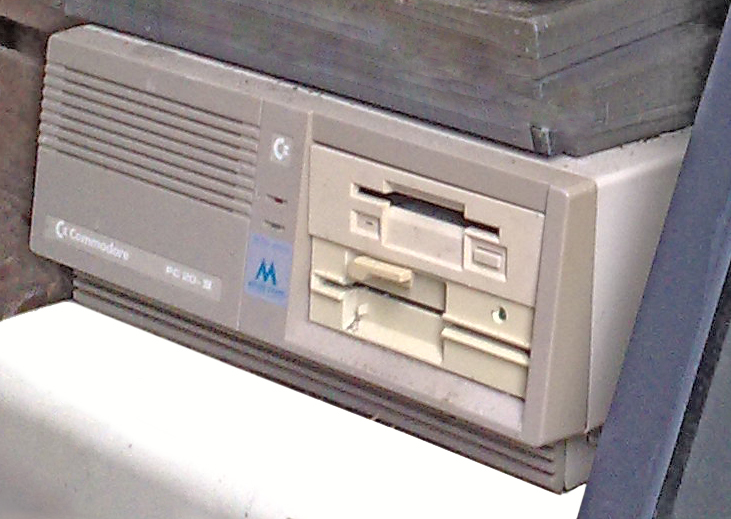
Vista da vicino di un Commodore PC 20-II

I Commodore PC sono una gamma di personal computer prodotti tra il 1984 ed il 1989 dalla Commodore International. Sono tipici computer di tipo IBM compatibile, senza particolari innovazioni, ma erano in genere competitivi rispetto agli IBM originali per quanto riguarda il prezzo. Vennero venduti dalla Commodore affiancando la linea dei Commodore Amiga e del Commodore 128.
Con questa gamma, nel 1988 la Commodore era divenuta il maggior produttore di PC professionali (nella fascia di prezzo alta) in Germania Ovest, con il 17,4% del mercato, e il terzo produttore in Europa.

## Modelli

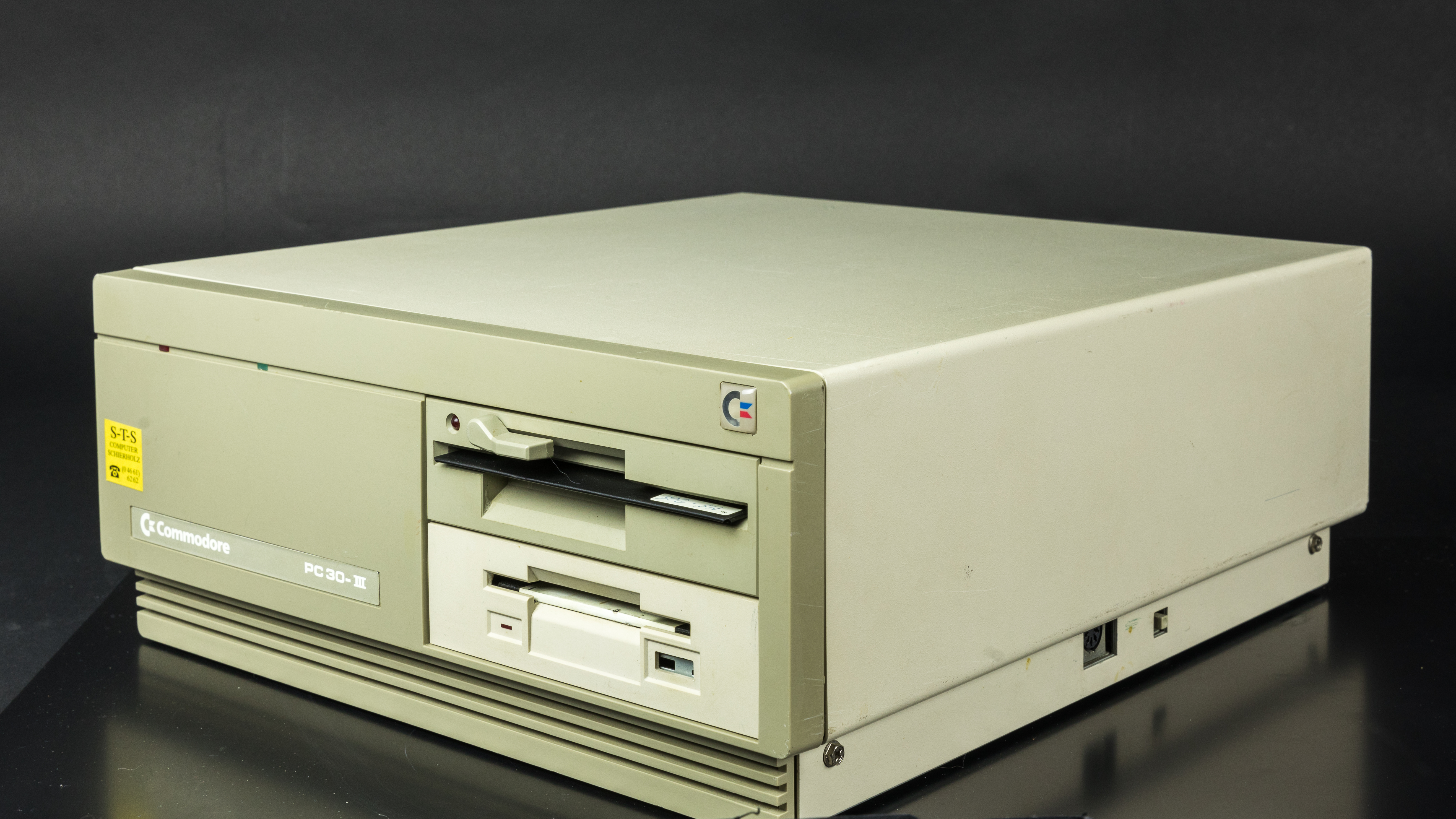
Commodore PC30-III

La linea di computer fissi includeva i seguenti modelli, quasi tutti con case orizzontale e colori di varie tonalità di beige:
- Il PC-1 o PC-I è il modello base, dotato di processore Intel 8088 operante alla frequenza di 4,77 MHz. Supporta le risoluzioni grafiche Hercules e CGA. È dotato di un floppy disk drive da 5,25" e 360 kB, mentre un secondo drive (anche da 3,5") può essere montato solo come esterno. La memoria RAM è di 512 kB, espandibile a 640 kB. Il sistema operativo fornito è l'MS-DOS 2.11. Era fabbricato a Taiwan su progetto tedesco.[2]
- Il PC 10 è un modello compatibile con l'IBM XT4, dotato del processore Intel 8088 e due floppy drive. La RAM di base è 256 kB, espandibile a 640 kB. A differenza del predecessore ha molti slot di espansione e può arrivare a 4 unità disco rimovibili e 2 fissi. Il monitor di serie è monocromatico, da 12".[3]
- Il PC 10-II, esternamente identico al PC 10, ha 512 kB di RAM di serie ed è dotato di scheda grafica AGA (Advanced Graphics Adapter), con risoluzioni fino a 640x200 punti a 16 colori, 720x348 monocromatico, 132x25 caratteri in modo testo a colori[3].
- Il PC 10-III è dotato di base di 640kB di RAM, due lettori floppy da 5,25" e monitor monocromatico. Compatibile XT, è dotato di processore 8088-1 che può lavorare fino a 10 MHz, con coprocessore matematico Intel 8087 opzionale. L'adattatore video può emulare i modi MDA, CGA, Hercules e Plantronics. L'MS-DOS fornito è il 3.21, una personalizzazione Commodore della versione 3.20 della Microsoft[4]. Il case è sensibilmente più piccolo in larghezza di quello della serie II[5].
- I PC 20, PC 20-II e PC 20-III sono equivalenti ai rispettivi PC 10, ma sono dotati di hard disk di serie, con capacità 10 MB sul PC 20 e 20 MB sui successivi, al posto del secondo lettore floppy[3][4].
- Il Commodore AT è un compatibile con l'IBM AT, con CPU Intel 80286 a 6 MHz, 640 kB di RAM, disco fisso da 20 MB di serie, drive floppy 5,25" da 1,2 MB, dotato di scheda grafica AGA similmente al PC 10-II[3].
- Il Colt è il modello PC 10 rimarchiato.
- Il PC 30 o PC 30-III è un sistema PC-AT compatibile dotato del processore Intel 80286 operante alla frequenza di 12 MHz. È dotato di hard disk da 20 MB di capacità.
- Il PC 40 o PC 40-III è un sistema PC-AT compatibile operante alla frequenza di 10 MHz. È dotato di 1 MB di RAM, scheda video AGA, drive floppy 5,25" da 1,2 MB e un hard disk in dotazione da 20 MB.[6][7]
- Il PC 45-III si distingue per il lettore di floppy da 3,5".
- Il PC 50-II è un sistema basato sul processore Intel 386SX operante alla frequenza di 16 MHz. È dotato di 1 MB di RAM espandibile a 16 e di hard disk opzionale da 40 MB a 100 MB.[8]
- Il PC 60-III è un sistema concepito per utenze professionali e aziendali, basato sul processore Intel 80386DX operante alla frequenza di 25 MHz. È dotato di FPU. Il case è di tipo verticale, con drive floppy sia 5,25" sia 3,5", 2 MB di RAM espandibili a 18, e hard disk opzionale da 80 MB o 200 MB espandibili a 400.[9]
- Il PC 60/40 è basato sull'80386 a 16 MHz, ma può operare anche a 8 MHz per retrocompatibilità. Di base ha un drive 5,25" e un disco rigido da 40 MB, che l'MS-DOS dell'epoca poteva accedere grazie alle partizioni. La scheda video EGA Wonder può svolgere le funzioni di CGA, EGA, Hercules e VGA a 16 colori[10]. La RAM è di 2,5 MB grazie a una scheda di espansione di serie. L'MS-DOS in dotazione è il 3.21, già installato anche sul disco fisso[11].
- Il PC 60/80, rispetto al precedente, è dotato di disco rigido da 80 MB, inoltre venivano forniti in dotazione il mouse e il sistema operativo Windows 386[11].

Vennero prodotti anche computer portatili, tra cui il 286LT, 386SX-LT e 486SX-LTC, basati rispettivamente su processori 80286, 80386 e 80486.